# Пістолет Яригіна
Пістолет Яригіна «Грач» (Індекс ГРАУ — 6П35) — напівавтоматичний самозарядний пістолет російського виробництва. Розроблений колективом конструкторів під керівництвом В.О. Яригіна, серійне виробництво освоєно на Іжевському механічному заводі.

## Історія
У 1990 році Міністерство оборони СРСР оголосило конкурс на новий пістолет, покликаний замінити пістолет Макарова, який перебував на озброєнні, але не цілком відповідав сучасним вимогам (програма НДДКР «Грач»). У 1993 році на цей конкурс був представлений пістолет конструкції Яригіна. За результатами випробувань, у 2000 році пістолет (отримав найменування MP-443) став переможцем конкурсу. У 2003 році під назвою «9-мм пістолет Яригіна» (ПЯ) він був прийнятий на озброєння Збройних сил Російської Федерації.
Станом на початок 2010 року, пістолети Яригіна почали надходити на озброєння підрозділів ЗС Росії, внутрішніх військ, спеціальних підрозділів МВС РФ і інших силових структур.
У 2011 році був налагоджений масовий випуск ПЯ для армії РФ. У 2012 році пістолет Яригіна як нову штатну зброю почали освоювати офіцери Західного ВО.
2018 року пістолет Яригіна включений американським експертом Чарлі Гао (Charlie Gao) в число п'яти найгірших російських пістолетів усіх часів (включно з епохою Російської імперії).

## Додаткове обладнання та аксесуари
На пістолет можуть бути встановлені:
- «кріплення Б-8» — знімна «планка Вівера»
- «2КС+ЛЦУ міні-Кліщ» — підствольний тактичний ліхтар з лазерним цілевказівником[4]

## Варіанти і модифікації
- MP-446 «Вікінг» — комерційна модель з пластикової рамкою і регульованим прицілом, магазин на 18 патронів[5]. Поставляється на експорт.
- MP-446C «Вікінг» — спортивний пістолет з пластикової рамкою, модифікований у відповідності з вимогами правил IPSC. Магазин на 10 патронів.
- MP-446C «VIKING-M» — подальший розвиток пістолета МР-446С для практичної стрільби. Рамку пістолета доповнено планкою «Пікатінні», збільшений ресурс ствола, застосовані прицільні пристосування, взаємозамінні з пістолетами «Glock». За запевненням виробника, УСМ був також допрацьований для збільшення плавності спуску. Змінився баланс пістолета, що дозволило підвищити темп стрільби через зменшення підкидання ствола. Магазини також зазнали зміни і мають однорядний вихід (дворядний магазин з перестроєнням). Однорядний вихід дозволив з меншим зусиллям вставляти магазин і полегшив його введення в приймальне вікно.
- ПЯ під патрон 9х21 мм — демонстраційний зразок, показаний в 2013 році, на збройовій виставці «Russia Arms Expo-2013» у Нижньому Тагілі[6].
- МР-353 — травматичний пістолет під патрон .45 Rubber, випускається з 2010 року.
- МР-472 «Винтук» — травматичний пістолет під патрон 10×23 мм Т. Місткість магазина — 16 патронів, рамка пістолета виконана з пластмаси синього кольору.
- MP-655К — 4,5 мм пневматичний газобалонний пістолет, випускається з 2008 року
- ЛТ-110ПЯ — навчально-тренувальний «лазерний пістолет Яригіна» на базі ММГ пістолета Яригіна (з лазерним випромінювачем ЛТ-510 — видимий червоний промінь, імпульсний режим роботи)[7].

## Недоліки моделі
- У пістолета є два різновиди невзаємозамінних магазинів під патрон 9×19 мм Парабелум.
- У магазинів до пістолета губки дуже загнуті назустріч одна одній. Через це патрони затримуються в магазині при стрільбі. Іноді магазини зовсім розвалюються.
- Гострі краї губок магазина при заряджанні патронами ріжуть пальці до крові.
- Не дуже зручний і надійний. Складається з багатьох дрібних деталей, що підвищує ймовірність поломок.
- Велика вага.
- При стрільбі спостерігаються часті важко переборні затримки. Відомі випадки, коли під час стрільби стріляна гільза застрявала в патроннику і не дозволяла зробити наступний постріл.
- У деяких моделей тріскалася пластикова рамка.

## Бойове застосування

### Російсько-українська війна
Поблизу населеного пункту Димер на Київщині спецпризначенці ГУР МО України знищили колону Росгвардії. Залишені окупантами в розбитих машинах документи 748 окремого батальйону оперативного призначення Росгвардії (в/ч 6912, м. Хабаровськ) серед яких був атестат з переліком наявної в підрозділі зброї. В переліку було названо, зокрема, автоматичний пістолет Стєчкіна АПС (50 одиниць) а також пістолети Макарова, ГШ-18, Яригіна, та один Glock 17.

## Оператори
- у березні 2003 року прийнятий на озброєння Збройних сил Російської Федерації[9]. З грудня 2005 року є нагородною зброєю[10]. У вересні 2006 року прийнятий на озброєння прокуратури РФ в якості зброї для особистого захисту прокурорів і слідчих[11]. 9 жовтня 2008 року МВС Росії оголосило про перехід з пістолета Макарова на пістолет Яригіна в якості штатної зброї[12]. У жовтні 2009 року був прийнятий на озброєння Федеральної служби судових приставів РФ[13]. Станом на серпень 2012 року, певна кількість надійшла на озброєння внутрішніх військ[14]. Певна кількість є у відділах спеціального призначення «Грім» ФСКН РФ[15]
- з 2003 року сертифікований як спортивно-тренувальна зброя[16], станом на 2007 рік, сертифікований в якості службової зброї[17]
- на озброєнні РНБ та інших силових структур Вірменії[перевірити]; також використовується федерацією практичної стрільби (IPSC).
- на озброєнні деяких приватних охоронних служб безпеки.

## Пістолет Яригіна у відео-та комп'ютерних іграх
Присутній в іграх:
- Альфа: Антитерор
- Альфа: Антитерор. Чоловіча робота
- ArmA 3 — під назвою «Грач 40»
- ArmA 2 (з використанням Vilas East Weapon Pack)
- Battlefield: Bad Company
- Battlefield: Bad Company 2
- Battlefield 3 — названий «MP-443», з опціональною установкою глушника або ліхтарика.
- Battlefield 4 — названий «MP-443», можлива установка різних пристосувань і камуфляжна фарбування.
- Battlefield Play4Free
- Call of Duty : Ghosts
- Call of Duty: Advanced Warfare
- Escape from Tarkov — названий «MP-443 „Грач“»
- MAG — з назвою «IZ-443»
- Medal of Honor (гра, 2010) — з назвою «Tariq», з хибною місткістю магазина 12 патронів. Присутній тільки в мультиплеєрі.
- Medal of Honor: Warfighter — з'являється лише в одному з відеороликів.
- SOCOM: US Navy SEALs Fireteam Bravo 3 — з назвою «Y-PYA», опціональною установкою ЛЦУ і/або глушника.
- Splinter Cell: Chaos Theory — може використовуватися тільки ворожими ботами.
- Contract Wars
- Warface
- Survarium
- Squad
- Чорна мітка (The Hunt) — Під назвою «Пістолет Яригіна» з хибною місткістю магазина 8 патронів

MP-446 «Вікінг» присутній в іграх:
- Splinter Cell: Conviction — тільки з глушником, можлива установка прицілу коліматора, ЛЦУ, і застосування патронів з виїмкою в головній частині.
- У збройовому симуляторі-грі «World of Guns: Gun Disassembly» можна ознайомитися з реальним функціонуванням 3D моделі пістолета Яригіна.

## Зображення

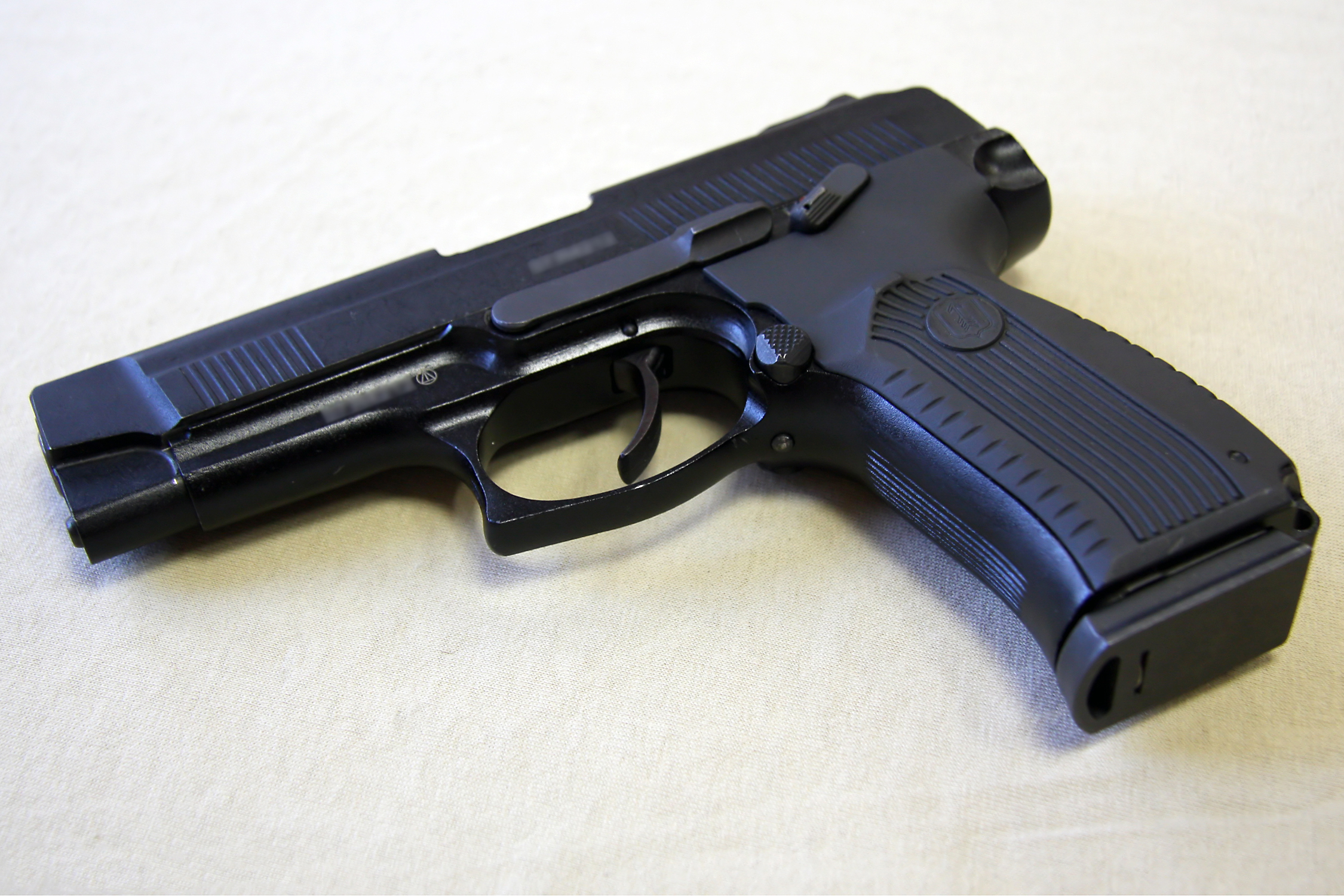
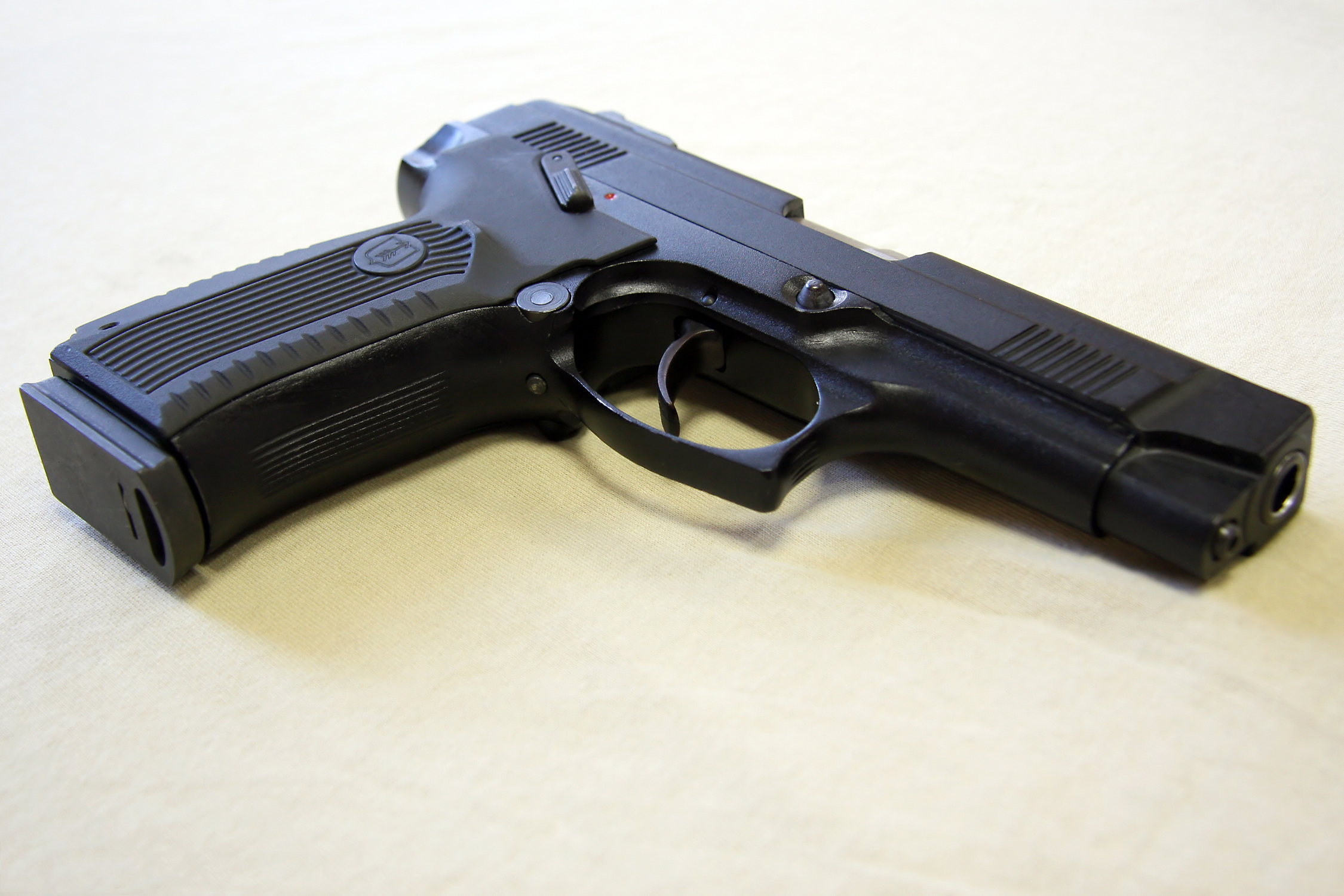
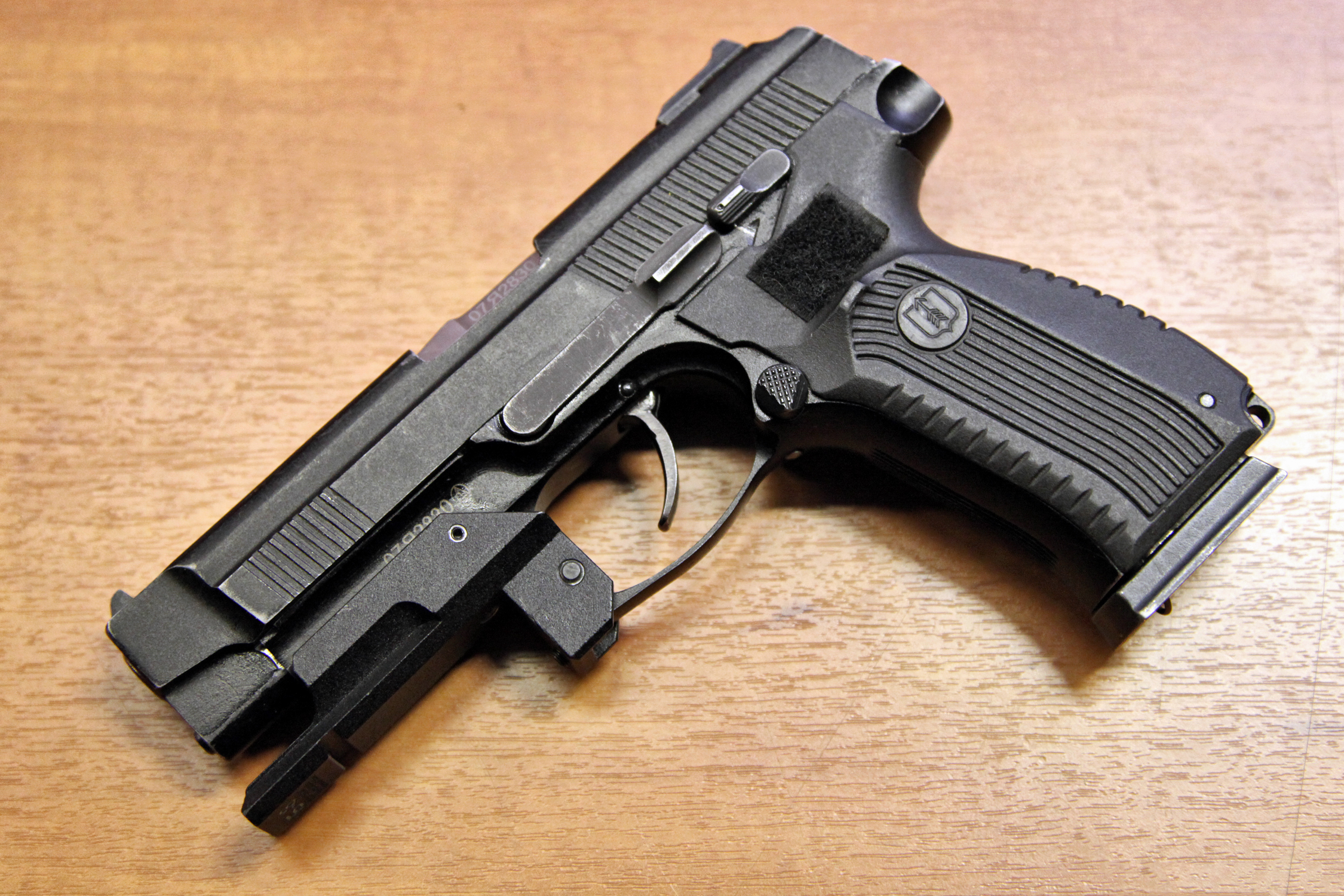
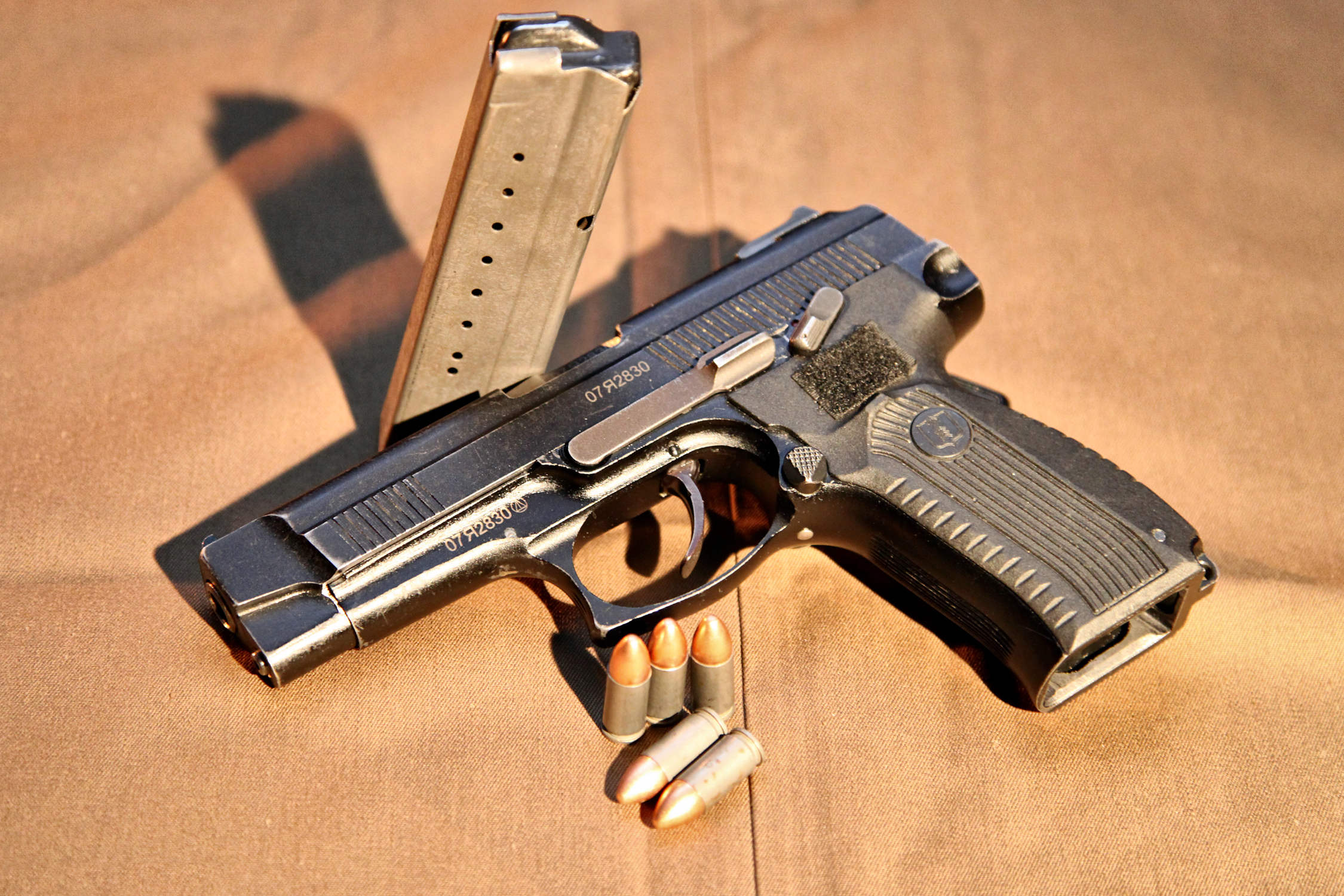
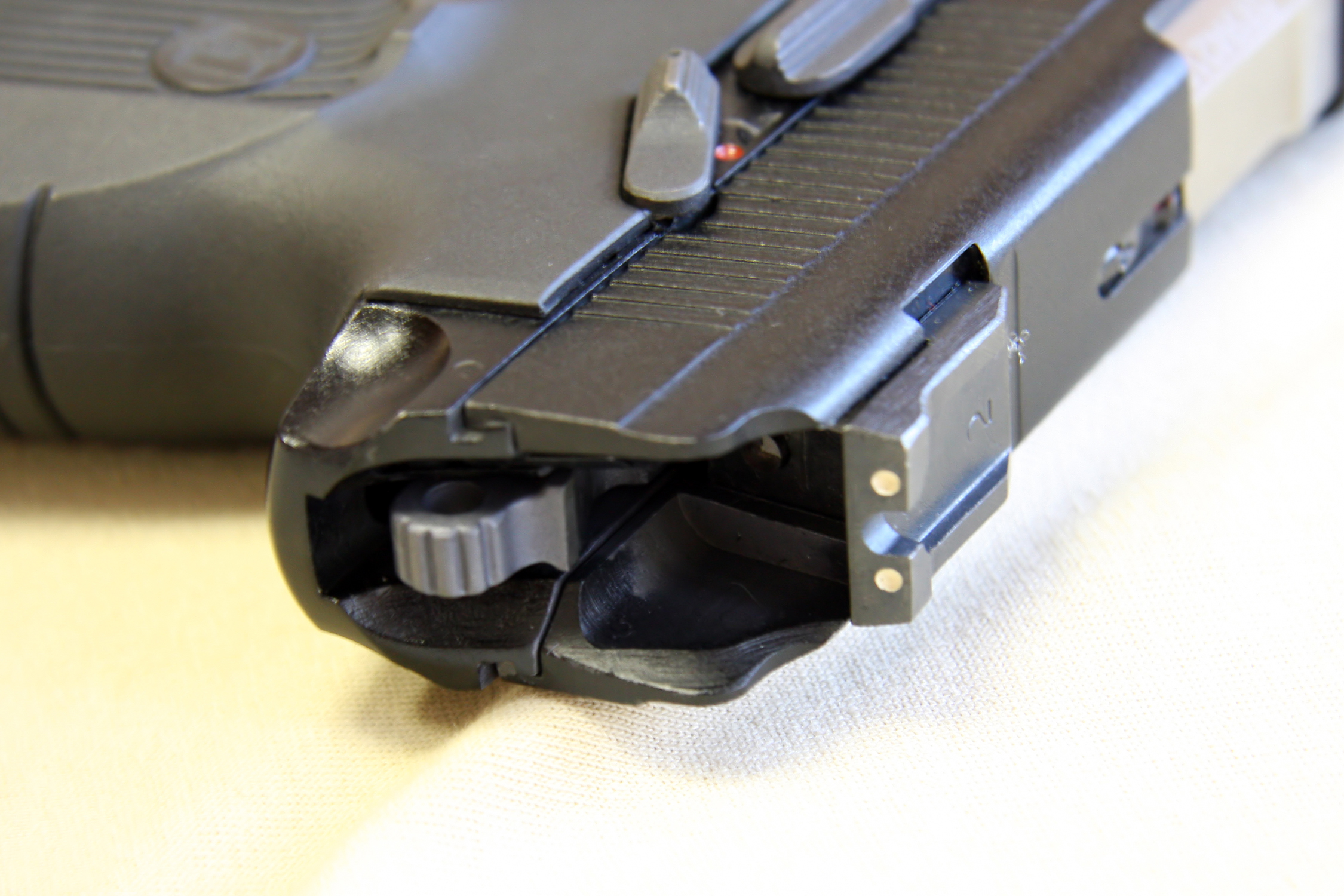
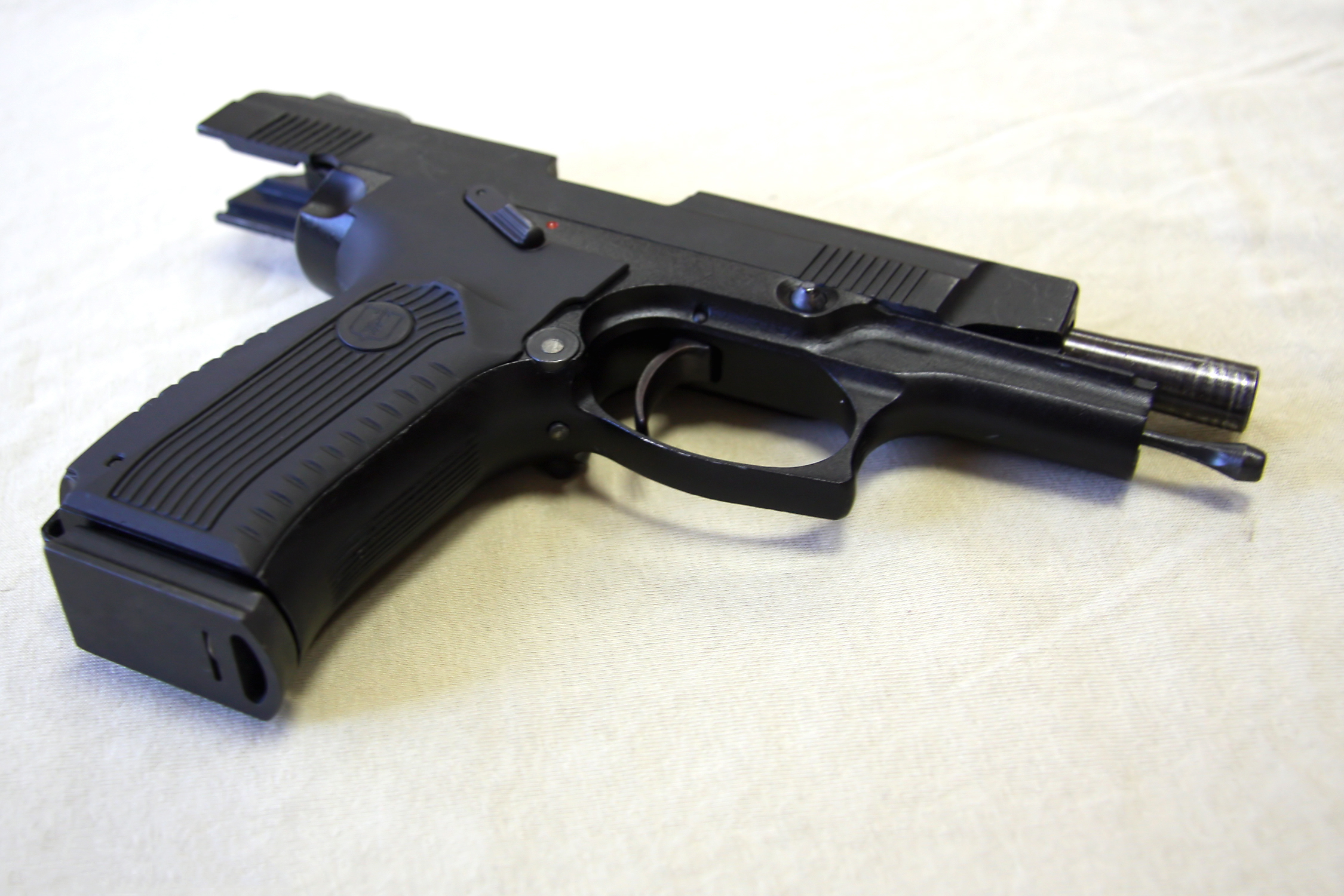
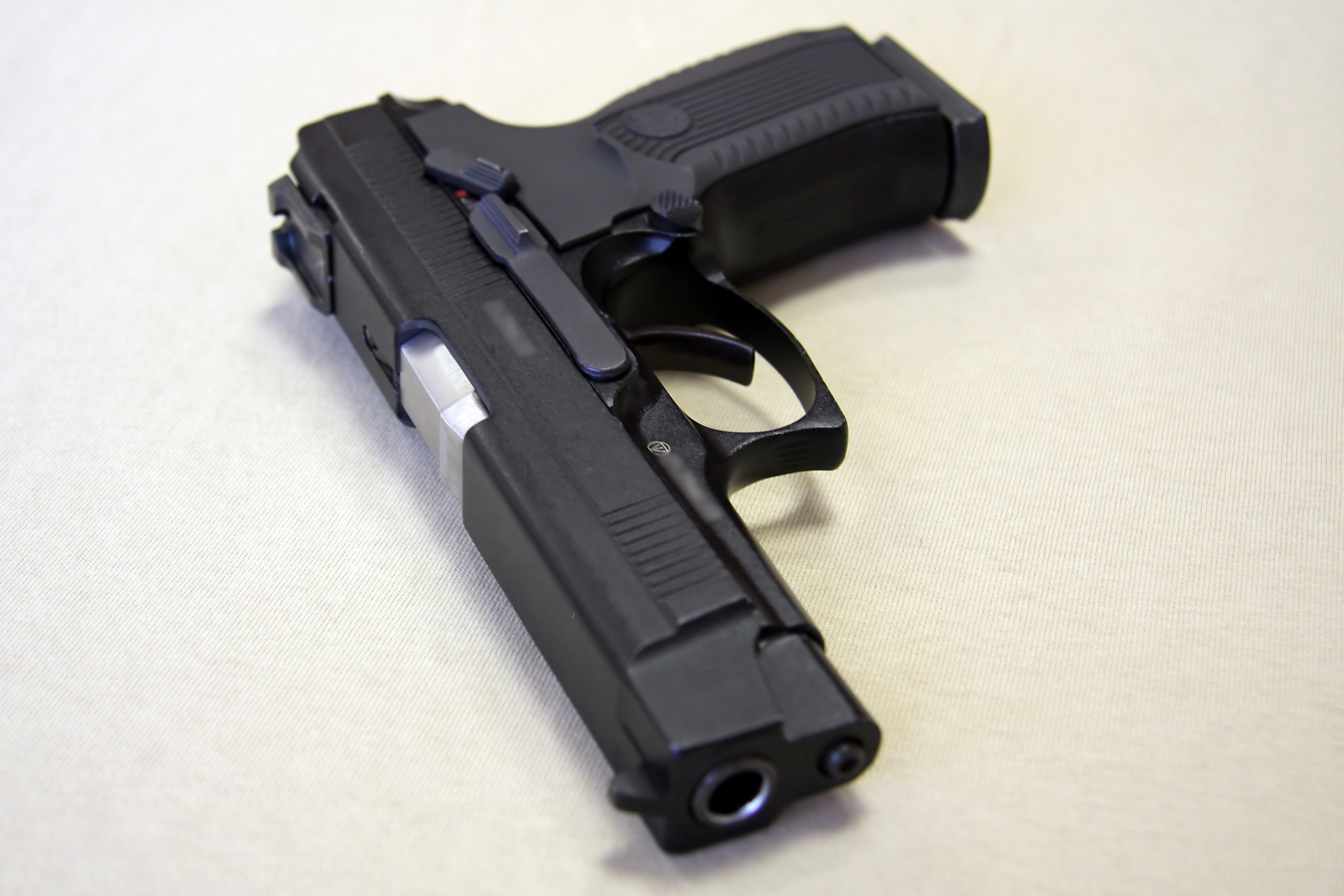
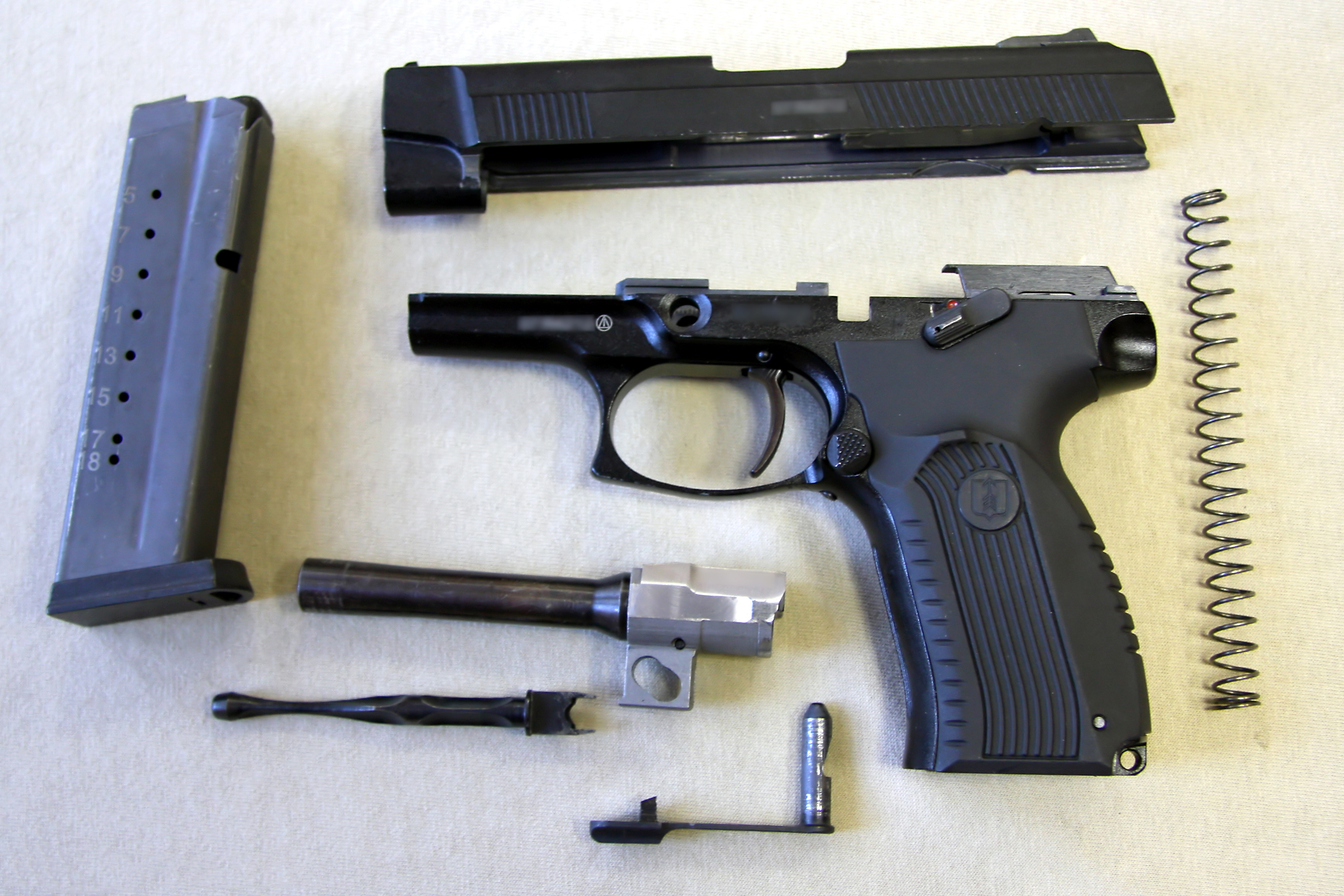
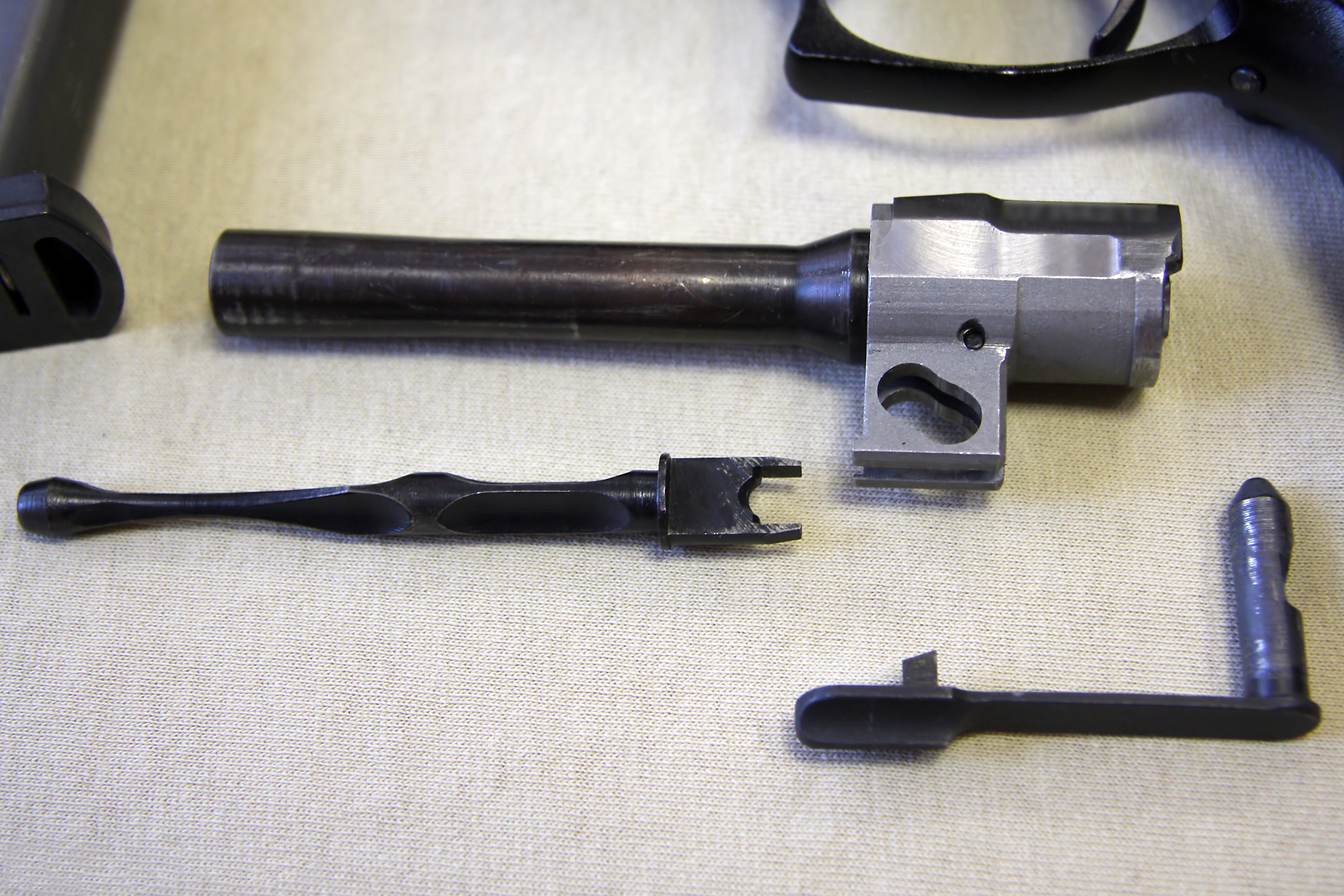
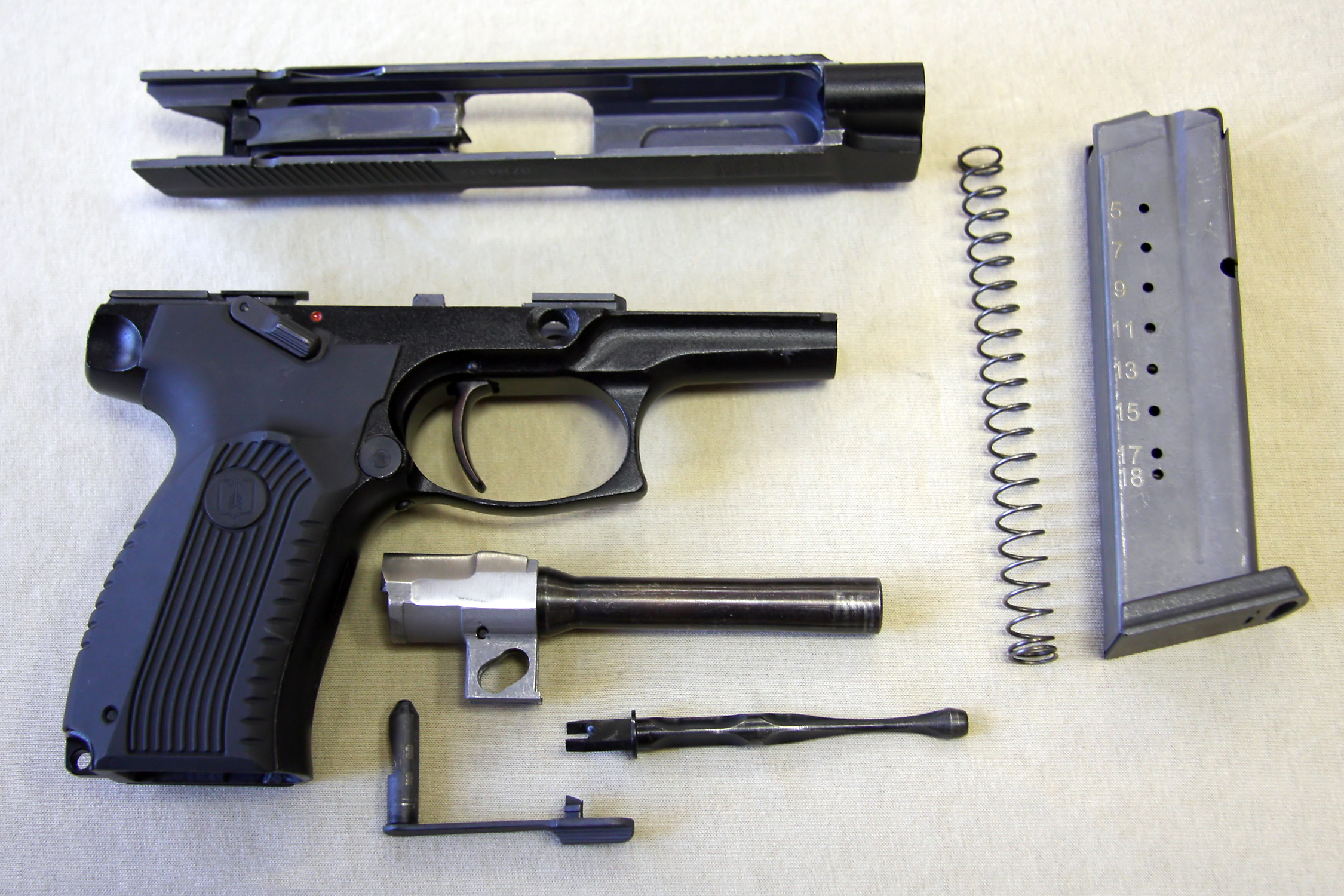
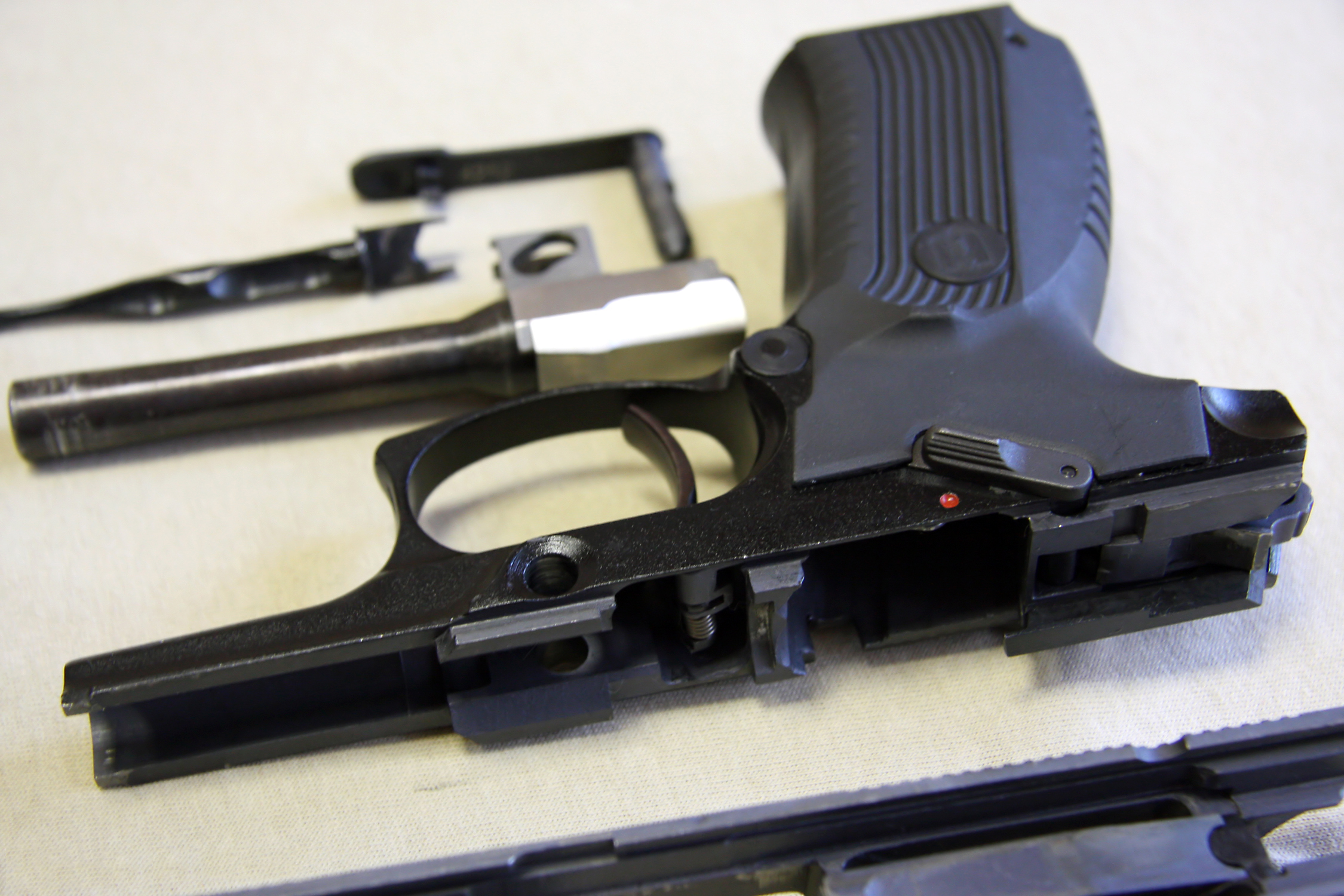
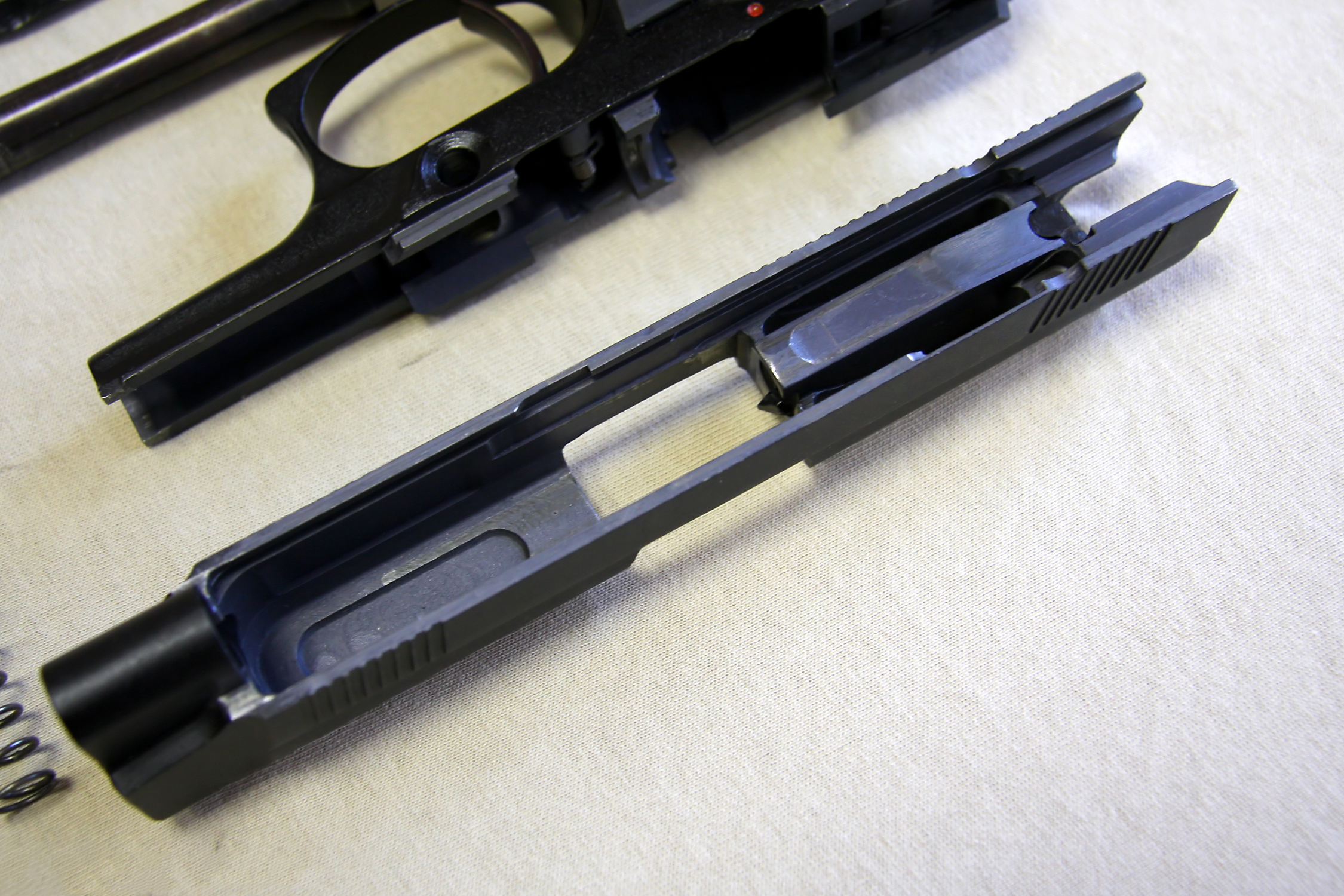

## См. також
- ГШ-18
- СПС